# De gröna åren
De gröna åren är en amerikansk dramafilm från 1946. Den regisserades av Victor Saville och baseras på A.J. Cronins roman. Filmen nominerades till två Oscar; bästa manliga biroll (Charles Coburn) och bästa svartvita foto (George J. Folsey). 

## Rollförteckning (urval)
- Charles Coburn - Alexander "Dandy" Gow
- Tom Drake - Robert Shannon
- Beverly Tyler - Alison Keith
- Hume Cronyn - Papa Leckie
- Gladys Cooper - Farmor Leckie
- Dean Stockwell - Robert Shannon, som pojke
- Selena Royle - Mama Leckie
- Jessica Tandy - Kate Leckie
- Richard Haydn - Jason Reid
- Andy Clyde	- Saddler Boag
- Norman Lloyd - Adam Leckie
- Robert North - Murdoch Leckie
- Wallace Ford - Jamie Nigg
- Eilene Janssen - Alison Keith, som flicka
- Henry H. Daniels, Jr. - Gavin Blair
- Richard Lyon - Gavin Blair, som pojke
- Henry O'Neill - Canon Roche
- Henry Stephenson - Blakely
- Norma Varden - Fru Bosomley